# Кириллово (Бережанская волость)
Кириллово — деревня в Бережанской волости Островского района Псковской области.
Расположена на правом берегу реки Утроя, в 10 км к западу от центра города Остров.
Численность населения деревни по состоянию на 2000 год составляла 4 жителя.